# Rhynchocalamus barani
Rhynchocalamus barani là một loài rắn trong họ Rắn nước. Loài này được Olgun, Avci, Ilgaz, Üzüm & Yilmaz mô tả khoa học đầu tiên năm 2007.